# O, ce veste minunată!
O, ce veste minunată! ("Oh qué gran noticia" es un villancico rumano de autor y origen desconocido, cuyo arreglo más notorio fue realizado por el compositor Gheorghe Dima en 1888, con el objetivo de ser un coro mixto, cantado principalmente en dicho idioma, pero también con adaptaciones a distintas lenguas en todo el mundo. Al igual que otros cantos folklóricos de este país, cuenta con distintas versiones en la variación de la escritura, tal como, "Viflaim" en lugar de Bethlehem o Betleem (que significa Belén), y "S-a nascut Mesia" en lugar de "A născut pe Mesia" (El Mesías ha nacido).

## Letra
Su estructura se compone de tres estrofas. Debido a la antigüedad de esta canción, se encuentra en Dominio Público.
| Versión original en rumano            | Traducción literal                         | Versión rítmica en castellano |
| ------------------------------------- | ------------------------------------------ | ----------------------------- |
| O, ce veste minunată!                 | Oh qué gran noticia!                       | ¡ La noticia iluminada!       |
| În Betleem ni s-arată.                | Se muestra a nosotros en Belén!            | en Belén ha sido anunciada:   |
| Astăzi s-a născut cel făr' de-nceput, | Ha nacido hoy, el Ser eterno,              | hoy ha nacido el Mesías,      |
| Cum au spus prorocii.(bis)            | Como han dicho los profetas!               | de la Profecía.(bis)          |
|                                       |                                            |                               |
| Că la Betleem Maria.                  | María en Belém                             | En Belén María,               |
| Săvârşind călătoria.                  | Ha completado el viaje,                    | terminó la travesía,          |
| Într-un mic sălaş, lângă-acel ora,    | En un pequeño refugio, cerca de la ciudad, | en pequeño pesebre,           |
| A născut pe Mesia.(bis)               | Alumbró al Mesías                          | Nació al Mesías.(bis)         |
|                                       |                                            |                               |
| Pe Fiul în al sau nume.               | Su hijo en su propio nombre,               | El Hijo lleva por nombre,     |
| Tatăl l-a trimis in lume.             | El padre ha enviado al mundo!              | al mundo lo enviado el Padre, |
| Să se nască, şi să crească,           | Para nacer y para crecer,                  | a que nazca y a que crezca,   |
| Să ne mântuiască.(bis)                | Para absolvernos.                          | para que nos salve.(bis)      |

## Partitura
La carta de solfeo lleva una adaptación personalizada del tema (conforme ritmo del canto).

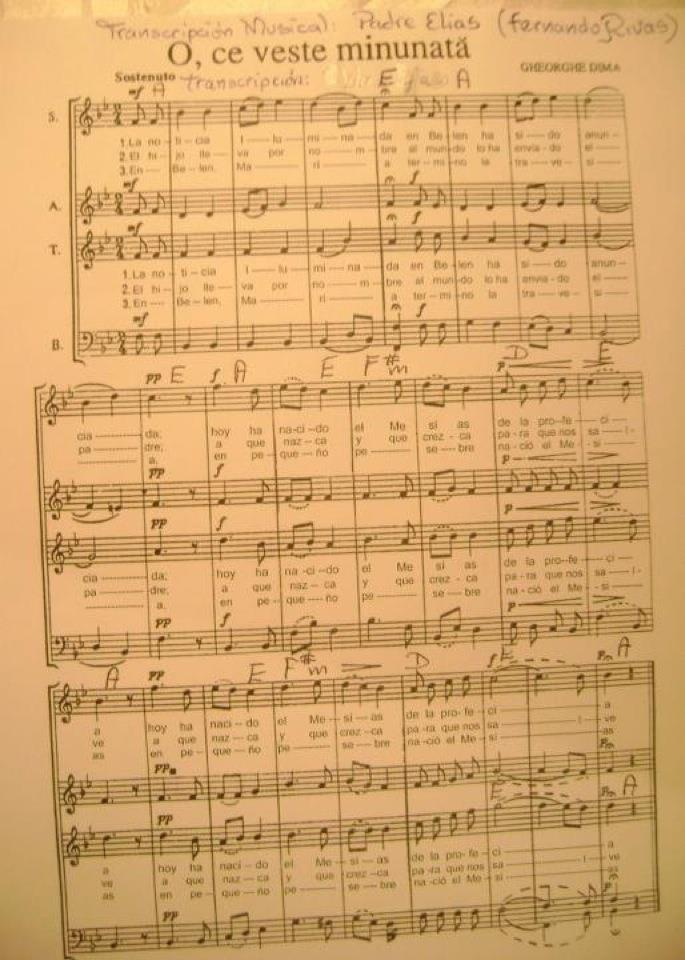
Título:Partitura para "La noticia iluminada" (versión en español de O, ce veste minunata)